# Novae (stolica tytularna)

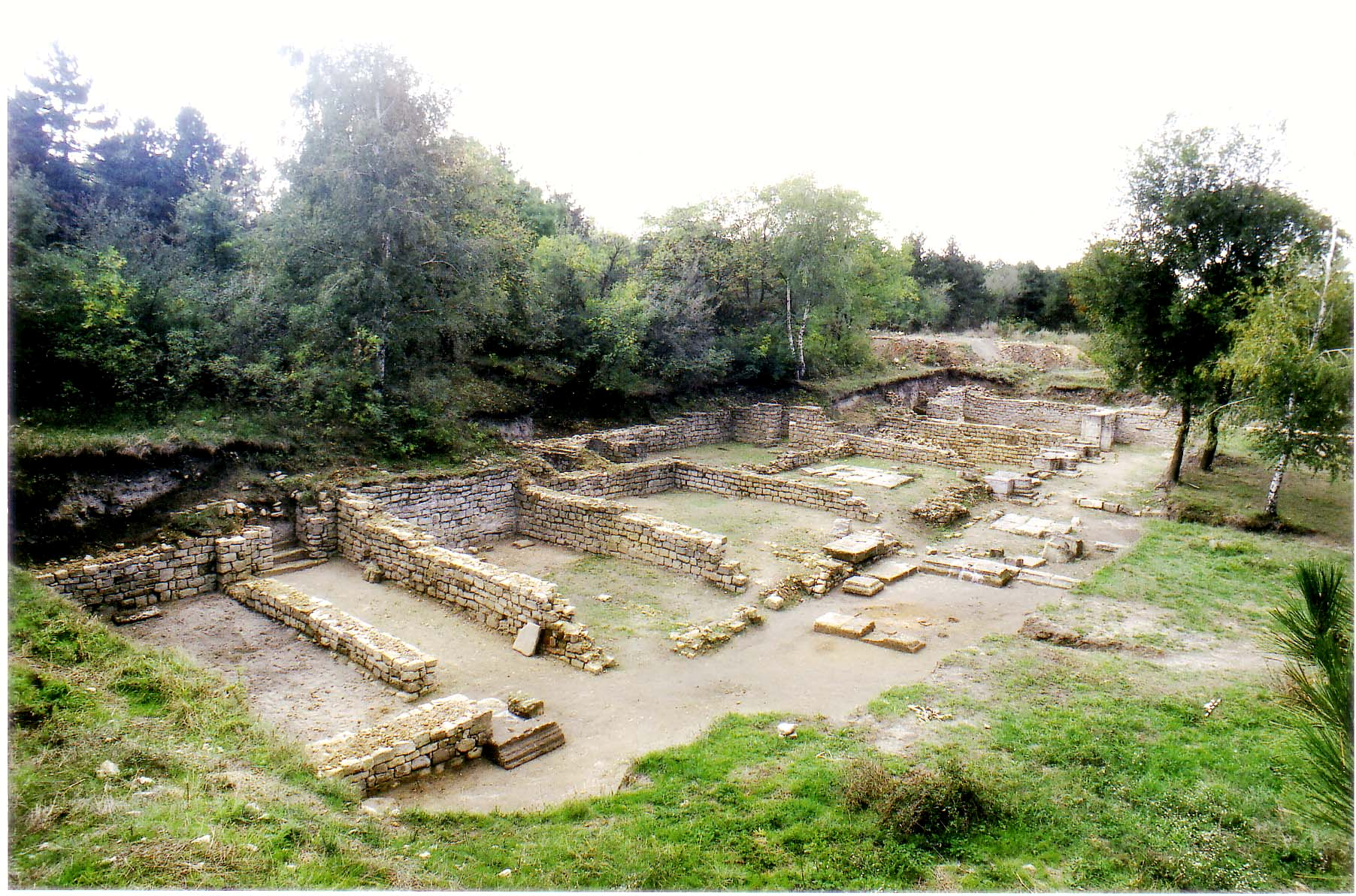
Ruiny dawnego miasta Novae

Novae (łac. Dioecesis Novensis in Moesia) – stolica historycznej diecezji w Mezji istniejącej w czasach rzymskich.
Współcześnie ruiny rzymskiego miasta Novae znajdują się w pobliżu miejscowości Swisztow w Bułgarii. Obecnie katolickie biskupstwo tytularne ustanowione w 1933 przez papieża Piusa XI. 

## Biskupi tytularni
| Lp. | Biskup               | Funkcja                                                        | Od                   | Do               |
| --- | -------------------- | -------------------------------------------------------------- | -------------------- | ---------------- |
| 1   | Irynej Biłyk         | biskup pomocniczy iwano-frankiwski (Ukraina)                   | 16 stycznia 1991     | 21 lipca 2000    |
| 2   | Mihai Frățilă        | biskup kurialny archieparchii Fogaraszu i Alba Iulia (Rumunia) | 27 października 2007 | 29 maja 2014     |
| 3   | Stephen Lee Bun Sang | biskup pomocniczy Hongkongu (Chiny)                            | 11 lipca 2014        | 16 stycznia 2016 |
| 4   | Sylvain Ducange      | biskup pomocniczy Port-au-Prince (Haiti)                       | 4 czerwca 2016       | 8 czerwca 2021   |
| 5   | Gaetano Castello     | biskup pomocniczy Neapolu (Włochy)                             | 27 września 2021     |                  |